# Bourcefranc-le-Chapus
Bourcefranc-le-Chapus ist eine französische Gemeinde mit 3.515 Einwohnern (Stand: 1. Januar 2022) im Département Charente-Maritime in der Region Nouvelle-Aquitaine. Die Gemeinde gehört zum Arrondissement Rochefort und zum Kanton Marennes. Die Einwohner werden Bourcefrançais und Chapusais genannt.

## Geographie
Beim Betrachten der gesamten französischen Atlantikküste befindet sich Bourcefranc-le-Chapus im mittleren Abschnitt. Vor allem hat der Ort durch seine Lage am Ende einer kleinen in den Meeresraum Pertuis-Charentais hineinragenden Halbinsel einen unmittelbaren Bezug zum Atlantischen Ozean. Der Höhe des Ortes beträgt zwischen 0 und 18 m ü. NHN. 
Zudem liegt Bourcefranc-le-Chapus an der Mündung des Flusses Seudre sowie an der Brücke Viaduc d’Oléron zur Insel Île d’Oléron.
Zum Gemeindegebiet gehört auch die Insel Île de Nôle, die dem von Austernzucht geprägtem Ortsteil Sinche (südwestlich vom Ortszentrum) vorgelagert ist. Als kleinste der Inseln des Charente-Archipels ist selbige heute gänzlich der Natur überlassen mit einer Vegetation aus Gras und einigen Sträuchern. Auf der früher ebenfalls für die Austernzucht genutzten winzigen Insel gibt es heute weder Gebäude, noch Bäume.
Umgeben wird Bourcefranc-le-Chapus von den Nachbargemeinden Marennes-Hiers-Brouage im Osten, Süden und Südosten sowie auf der gegenüberliegenden Seite der Meerenge von Oléron, von Le Château-d’Oléron und Saint-Trojan-les-Bains auf der Île d’Oléron.

## Geschichte
Im 15. Jahrhundert waren es 2 kleine Dörfer: Bourcefranc und Le Chapus als Fischerdorf an der ins Meer reichenden Spitze der Halbinsel.
Der Name Bourcefranc wird auf die mittelalterliche Bezeichnung Bourg-franc (freie Siedlung) zurückgeführt; während der Name Chapus vom lateinischen caput abgeleitet sein soll, der sich hier wohl auf das Kopf-Ende der Halbinsel bezieht.
Die Gründung Bourcefranc‘s erfolgte zweifellos im Mittelalter durch das Kloster Marennes, welches der Damenabtei Abbaye aux Dames Saintes untergeordnet war. Die Geschichte des Ortes war lange mit dem größeren Nachbarort Marennes verbunden, zu welchem das heutige Gemeindegebiet bis Anfang des 20. Jahrhunderts gehörte. Die Ablösung von Marennes führte 1908 zur Gründung der jetzigen Gemeinde aus den beiden Ortschaften Bourcefranc und Le Chapus. Der Gemeindename Bourcefranc-le-Chapus gilt offiziell seit 1970.
Von 1889 bis 1986 gab es eine Eisenbahnlinie bis zur Spitze des Chapus. Selbige begann weiter im Landesinneren in Cabariot bei Rochefort als Abzweigung von der Strecke Nantes-Orléans-Saintes, was eine Verbindung zum französischen Eisenbahnnetz ermöglichte. Die Linie diente dem Transport von Waren, hauptsächlich Austern, aber bis 1971 auch zum Personentransport; zeitweise sogar als Direktverbindung von Paris Gare d’Austerlitz nach Le Chapus, wo man damals auf die Fähre zur Insel Île d’Oléron umsteigen konnte. Der 3 m ü. NHN liegende Bahnhof wurde restauriert und wird heute gewerblich genutzt. Der vor Ort verwendete Name Le Terminus (die Endstation) erinnert an diese Zeit des Bahnverkehrs.
Die 1966 fertiggestellte Brücke zur Île d’Oléron machte den Fährbetrieb überflüssig. Die entlang der Atlantikküste führende Radroute EuroVelo 1 verläuft heute (2023) in dieser Region teilweise über die ehemalige Bahnstrecke.

## Wirtschaftliche Aktivitäten

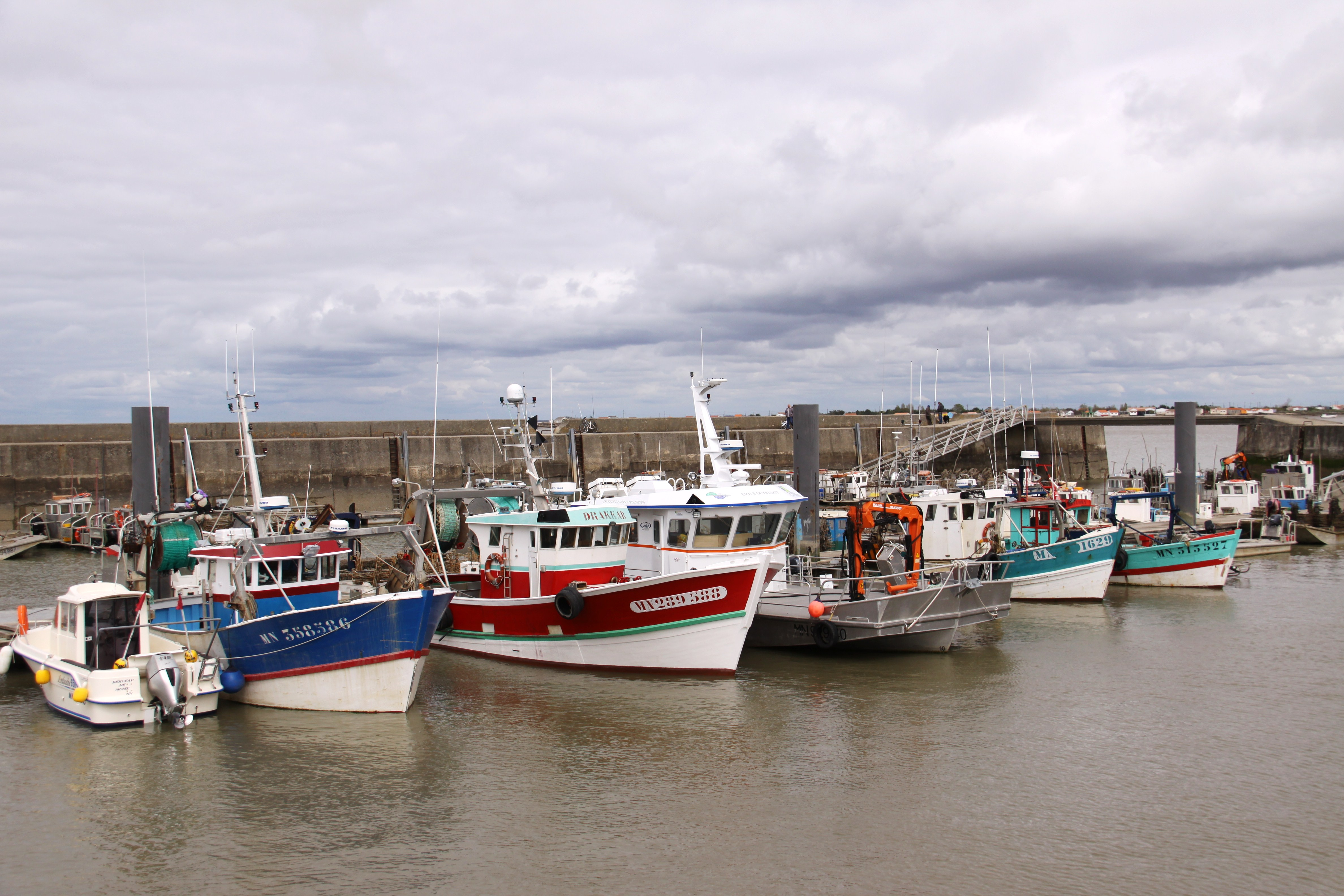
Hafen Port du Chapus

Durch seine Lage zwischen dem für Austern bekanntem Nachbarort Marennes und dem Meer gehört Bourcefranc-le-Chapus zur Sub-Region Marennes-Oléron, in der sich die bedeutendste Austernzucht Frankreichs befindet. Viele ehemalige Salinen auf dem Gemeindegebiet sind heute Austernparks. Bekannte Austernzüchter, die unter anderem Qualitätsaustern vom Typ Fines de claires vertes mit dem Siegel Label Rouge züchten, sind in Bourcefranc-le-Chapus ansässig. 
Zudem ist diese Küstengemeinde heute auch vom Tourismus geprägt. Der hauptsächlich und traditionell von den Booten der Austernfischer genutzte kleine Hafen Port du Chapus wurde mit Auflagen auch für die Aufnahme von Sportbooten hergerichtet.

## Bevölkerungsentwicklung
| 1962 | 1968 | 1975 | 1982 | 1990 | 1999 | 2006 | 2012 | 2019 | 2020 |
| ---- | ---- | ---- | ---- | ---- | ---- | ---- | ---- | ---- | ---- |
| 3073 | 3095 | 2984 | 2794 | 2851 | 2951 | 3275 | 3388 | 3506 | 3515 |

## Sehenswürdigkeiten

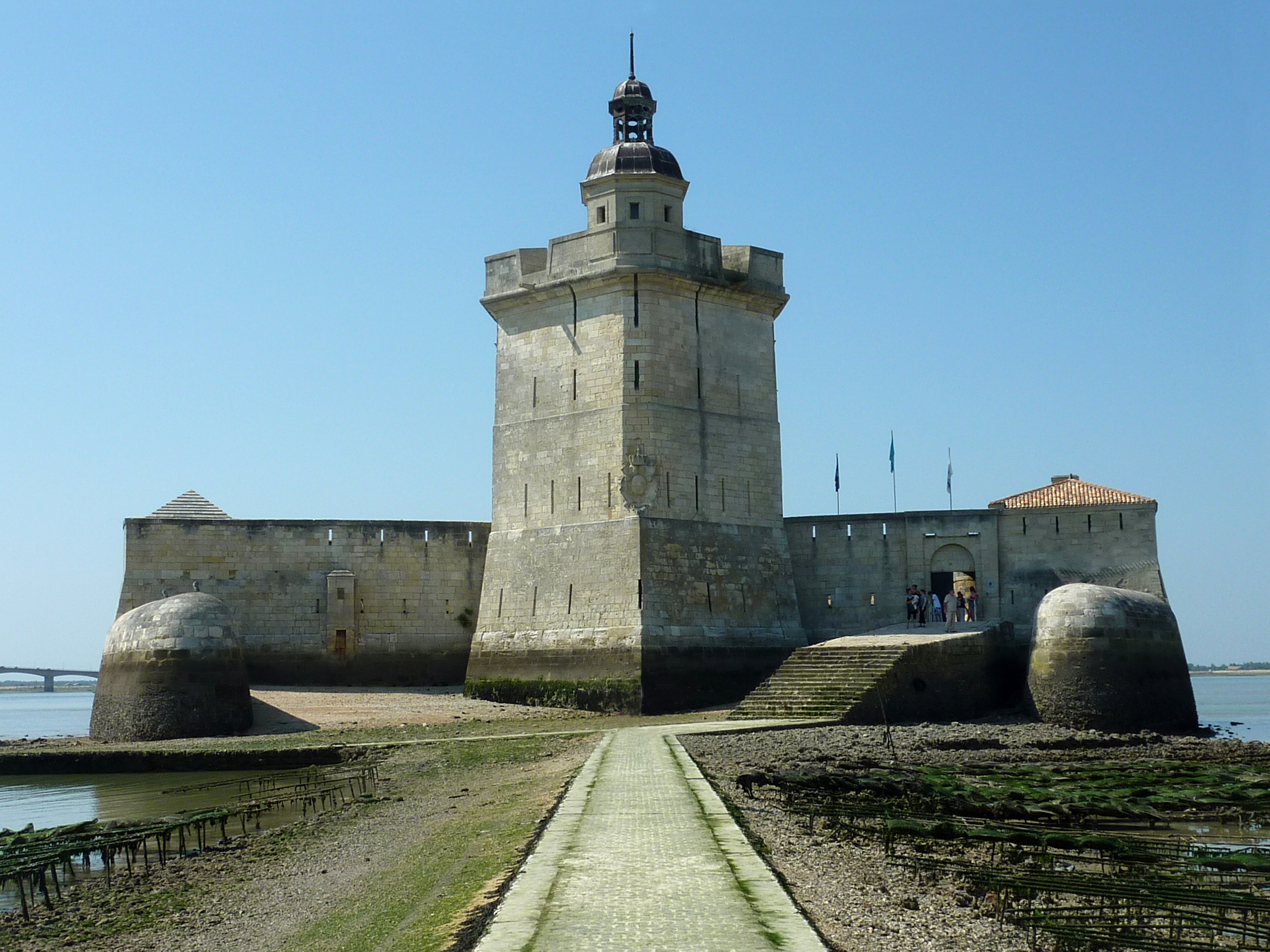
Fort Louvois

- Fort Louvois (auch: Fort du Chapus) ist eine auf einem Felsen im Meer zwischen 1691 und 1694 unter der Herrschaft von König Ludwig XIV gemäß den Plänen von Vauban erbaute Festung. Selbige ist 400 m von der Festland-Spitze Pointe du Chapus entfernt und über einen gepflasterten Weg bei Ebbe (Überflutung bei Flut) zugänglich. Fort Louvois (wie auch das weiter nördlich liegende Fort Boyard) sollte dem Schutz des Landes vor Angriffen über das Meer dienen. Seit 1929 ist es als Monument historique geschützt.[13]

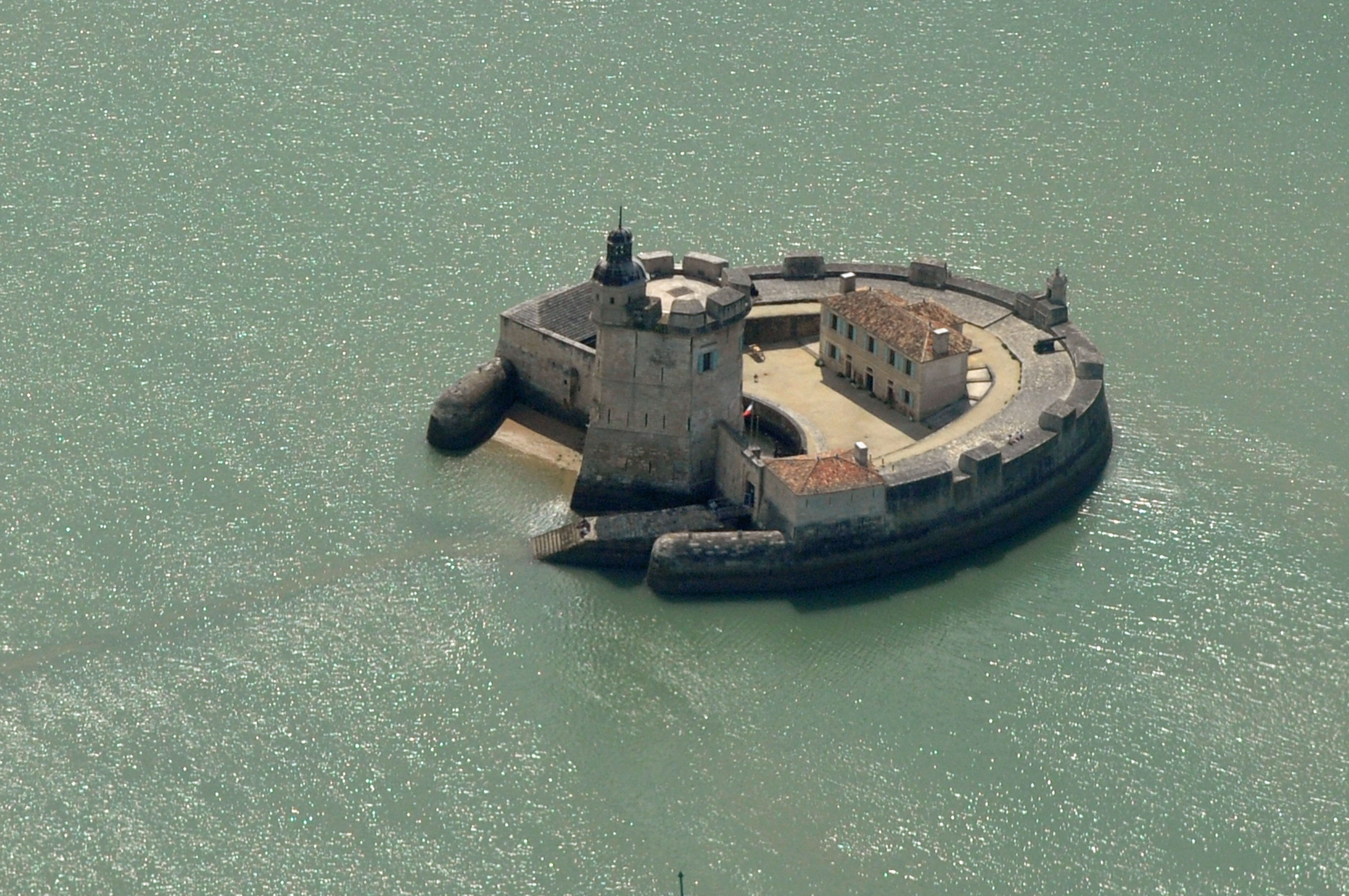
Fort Louvois bei Flut

- Kirche Saint-Louis aus dem 17. Jahrhundert. Es ist überliefert, dass der Bau der Kirche um 1687 auf einen Wunsch von Madame de Maintenon, der zweiten Ehefrau des Königs Ludwig XIV. zurückgeht. Sie wollte in Le Chapus zur Insel Île d’Oléron übersetzen und vorher noch ein Gebet verrichten und bat darum, eine Kirche zu besuchen. Da es keine gab, bewirkte sie einen königlichen Entscheid zum Bau einer Kapelle und schickte die notwendige Summe. Das Gotteshaus entstand im Ortszentrum von Bourcefranc und wurde 1694 als Pfarrkirche eingeweiht.[14]

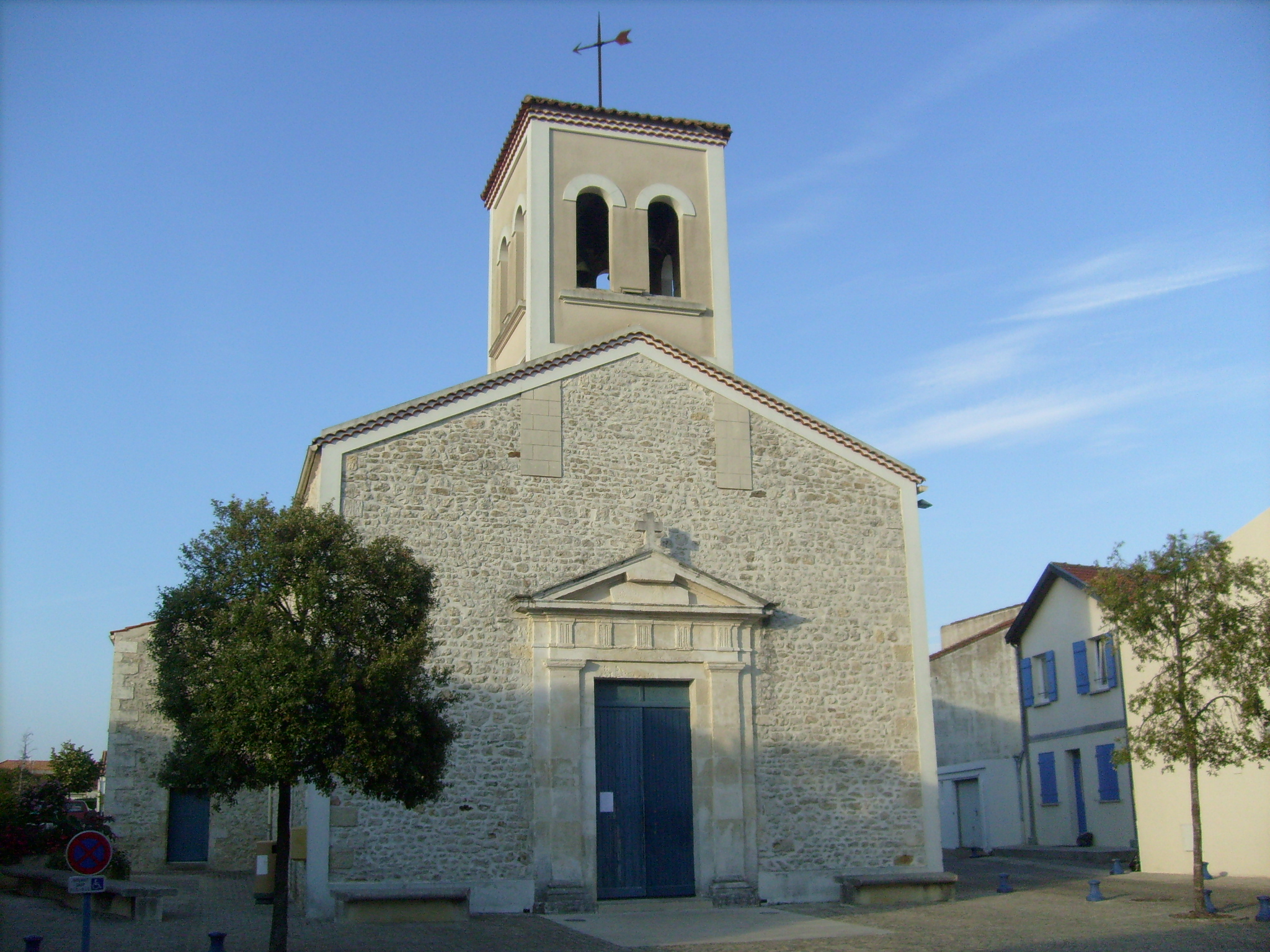
Kirche Saint-Louis

- Rathaus. Léon Oriou war der erste Bürgermeister der erst 1908 gegründeten Gemeinde Bourcefranc (ab 1970 Bourcefranc-le-Chapus genannt). Er ließ 1930 das heutige Rathaus auf bewirtschaftetem Gelände errichten. Bourcefranc war damals nicht nur dem Meer zugewandt, sondern hatte auch eine Menge Landwirtschaft, mit zahlreichen Parzellen und Weingärten.[15]
- La Plataine, Windmühle aus dem 17. Jahrhundert. Sie wurde vom früheren Besitzer restauriert und 2003 zusammen mit dem nahegelegenen Mühlenhaus von der Gemeinde Bourcefranc-le-Chapus erworben. Es wurde ein Verein gegründet, um die Mühle wieder funktionstüchtig zu machen und für Besucher zu öffnen.[16]

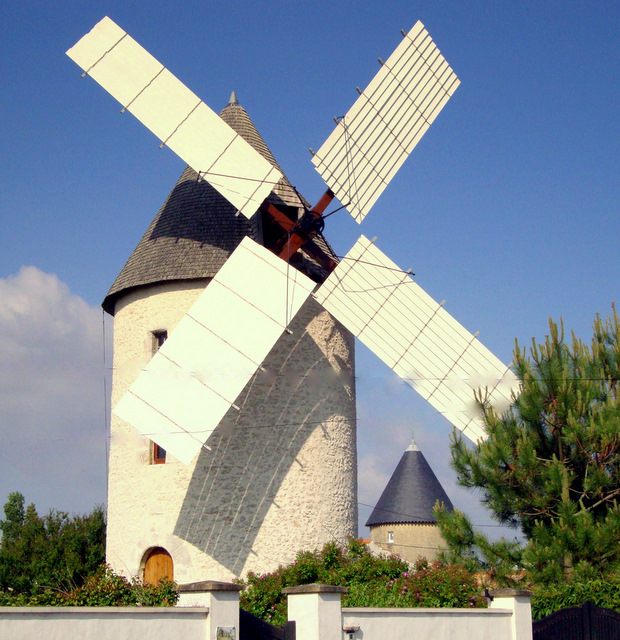
Windmühle La Plataine aus dem 17. Jahrhundert

- Viaduc d’Oléron. Diese Brücke verbindet den europäischen Kontinent ab der Gemeinde Bourcefranc-Le-Chapus über die Departementsstraße Nr. 26 (D26) mit der Insel Ile d’Oléron. Bei ihrer Fertigstellung im Jahre 1966 war sie die längste Brücke Frankreichs und löste bis dahin bestehende Fährverbindungen ab.[17]
- Siehe auch: Liste der Monuments historiques in Bourcefranc-le-Chapus

## Gemeindepartnerschaften
Mit der deutschen Gemeinde Rheinbrohl in Rheinland-Pfalz besteht seit 1965 eine Partnerschaft. Bourcefranc war die erste Gemeinde in der Region Poitou-Charentes, die eine Gemeindepartnerschaft einging. Selbige lebt bis heute intensiv weiter.